# تابستان (فیلم ۲۰۱۱)
«تابستان» (اسپانیایی: Verano‎) یک فیلم است که در سال ۲۰۱۱ منتشر شد.